# بيناك
بيناك (بالفرنسية: Beynac)‏ هي بلدية في مقاطعة فيين العليا في منطقة أقطانية الجديدة وسط غرب فرنسا.